# Bernd Berkhahn
Bernd Berkhahn (* 25. Februar 1971) ist ein deutscher Trainer beim SC Magdeburg im Schwimmen und seit Anfang 2019 Bundestrainer des Deutschen Schwimm-Verbandes (DSV).

## Trainerlaufbahn
Berkhahns Karriere begann als Trainer in Elmshorn. Dort fing er als Nachwuchstrainer im Verein FTSV Elmshorn (heute FTSV Fortuna) an. 1997 wechselte er zum Elmshorner MTV (EMTV). Dort trainierte er unter anderem Heiko Hell, der 2000 an den Olympischen Sommerspielen teilnahm. Von 2001 bis 2012 trainierte Berkhahn die Schwimmer des Swim-Teams Elmshorn (STE), das 2001 als Vereinigung mehrerer Schwimmabteilungen von Elmshorner Vereinen entstand. Hier konnte er weiter Schwimmer ausbilden, die national und international erfolgreich waren, darunter beispielsweise Finnia Wunram, Rob Muffels oder Jacob Heidtmann. Insbesondere hat Berkhahn hier auch das Freiwasserschwimmen etabliert.
Von 2003 bis 2005 absolvierte Berkhahn das Diplom-Trainerstudium an der Trainerakademie Köln.
Ende 2012 wechselte er zum SC Magdeburg, bei dem er Cheftrainer wurde. 2018 wurde Magdeburg vom DSV zum Bundesstützpunkt erklärt, für den Berkhahn somit auch zuständig ist. Hier konnte er vielen weiteren Schwimmern zu internationalem Erfolg verhelfen, darunter Franziska Hentke, Florian Wellbrock, Sarah Köhler, Lukas Märtens und Isabel Gose.
Im Februar 2019 wurde Bernd Berkhahn zusammen mit Hannes Vitense zum Bundestrainer des DSV ernannt.

## Erfolge als Trainer
Von Bernd Berkhahn trainierte Athletinnen und Athleten gewannen sämtliche deutsche Medaillen im Schwimmen bei den Olympischen Sommerspielen 2020 und 2024. Darüber hinaus gewannen Schwimmerinnen und Schwimmer seiner Trainingsgruppe bei den Spielen 2020 mit zwei von sechs ein Drittel und 2024 mit drei von sechs die Hälfte aller Medaillen im Freiwasserschwimmen.
Athletinnen und Athleten konnten bei verschiedenen Veranstaltungen eine Vielzahl von Medaillenerfolge erzielen. So gewannen durch ihn trainierte Sportlerinnen neben Medaillen bei Olympischen Spielen auch bei Schwimmwelt- und -europameisterschaften sowohl über die Lang- und die Kurzbahn und im Freiwasser Gold-, Silber- und Bronzemedaillen.
Der Medaillenspiegel führt alle Medaillengewinne bei Olympischen Spielen, Welt- und Europameisterschaften über die Lang- und die Kurzbahn und im Freiwasser auf.
| Medaillenspiegel                                |      |     |      |
| Olympische Spiele                               | 3 ×  | 3 × | 3 ×  |
| Weltmeisterschaften (Langbahn und Freiwasser)   | 19 × | 9 × | 14 × |
| Kurzbahnweltmeisterschaften                     | 2 ×  | 3 × | 1 ×  |
| Europameisterschaften (Langbahn und Freiwasser) | 8 ×  | 8 × | 4 ×  |
| Kurzbahneuropameisterschaften                   | 3 ×  | 2 × | 2 ×  |

(Stand 30. Juli 2025)

## Auszeichnungen
- Nach den Erfolgen bei den Olympischen Spielen wurde er 2021 als erster Trainer auf dem Sports Walk of Fame verewigt.[7]

- Trainer des Jahres 2020 des Deutschen Olympischen Sportbundes.[8]
- Trainer des Jahres 2019 der Deutschen-Schwimmtrainer-Vereinigung in der Kategorie Nationalmannschaft als erfolgreichster Trainer während der Schwimm-WM 2019 in Gwangju/China[9]
- Trainer des Jahres 2018 der Deutschen-Schwimmtrainer-Vereinigung in der Kategorie Nationalmannschaft als erfolgreichster Trainer während der Schwimm-EM 2018 in Glasgow/UK[10]
- Trainer des Jahres 2018 des Landessportbundes Sachsen-Anhalt.[11]
- Trainer des Jahres 2012 des Schleswig-Holsteinischen Schwimmverbandes.[12]

- In Anerkennung der Erfolge als Trainer bei den Europameisterschaften 2018, den Weltmeisterschaften 2019 und den Olympischen Spielen 2021 durfte er sich 2018, 2019 und 2021 in das Goldene Buch der Stadt Magdeburg eintragen.[13]